# Valborg Aulin
Laura Valborg Aulin (Gävle, 9 januari 1860 – Örebro, 13 maart 1928) was een Zweeds componiste, pianiste en muziekpedagoge.

## Carrière

### Jonge jaren en studie
Toen ze zes jaar oud was kreeg ze haar eerste pianolessen van haar tante. Daarna kreeg ze privélessen van Jacob Adolf Hägg en van 1873 tot 1876 lessen van Albert Rubenson, een belangrijk figuur bij de Kungliga Musikhögskolan. Ze studeerde van 1877 tot 1882 bij de Kungliga Musikhögskolan waar ze onder andere bij Hilda Thegerström piano studeerde, compositie bij Hermann Berens en August Lagergren en instrumentatie bij Albert Rubenson en Ludvig Norman.
Omdat ze het Jenny Lindstipendium kreeg van de Musikaliska akademien kon ze gedurende de jaren 1885-87 een studiereis maken. Ze studeerde eerst tijdens de herfst van 1885 in Kopenhagen bij onder andere Niels Gade. Na kort in Berlijn te zijn geweest reisde ze verder naar Parijs. Daar studeerde ze compositie bij Benjamin Godard en piano bij E. Bourgain. Daarnaast studeerde ze ook, maar minder, bij Jules Massenet en Ernest Guiraud. Ook componeerde ze hier de werken Tableaux Parisiens en de suite Procul este!.

### Terugkeer
In augustus 1887 keerde ze terug naar Stockholm. Ze was vooral actief als pianist en componist, maar nadat Ludvig Norman was overleden waren zijn positieve recensies die de boventoon voerden verdwenen, waardoor ze meer kritiek te verduren kreeg. Aulin werd muziekdocente en gaf in de jaren 1890 vooral privélessen. Daarnaast ging ze door met componeren en ging af en toe met haar broer Tor Aulin op tournee.
Ze componeerde ook twee strijkkwartetten, twee van haar bekendste werken. Het strijkkwartet in F-majeur ging in 1888 in première. De première werd uitgevoerd door het strijkkwartet van haar broer, het Aulinska stråkkvartettet (Aulinse strijkkwartet). Het tweede strijkkwartet, in e-mineur, werd in 1890 voor het eerst opgevoerd, ook door hetzelfde gezelschap. Beide strijkkwartetten kregen positieve recensies.

### Örebro
Toen ze 43 jaar oud was, in 1903, verhuisde ze vanuit Stockholm naar Örebro, ondanks dat ze een gerenommeerd pianopedagoge was. De reden voor de verhuizing is nog steeds niet bekend. Ze stopte met componeren, maar bleef in Örebro lesgeven en pianospelen. Ze gaf tussen 1914 en 1924 ook concerten, die veel waardering kregen van de inwoners van de stad.

## Persoonlijk
Valborg was op 9 januari 1860 in Gävle in een zeer muzikale familie geboren. Ze was de dochter van Edla Valborg Holmberg en Lars Axel Aulin, een bekend schoolboekenschrijver. Daarnaast was ze de grote zus van Tor Aulin, een bekend violist. Omdat haar vader leraar werd bij een school verhuisde de familie naar Stockholm. Ze overleed op 13 maart 1928 en is begraven op het Nikolaikerkhof in Örebro.
- Gemeinsame Normdatei: 1018055142
- International Standard Name Identifier: 0000 0000 5563 6517
- KulturNav: 589e7a20-e71c-450b-b52a-40443f743ace
- Library of Congress Control Number: nr91037429
- MusicBrainz: fa05e507-4df5-45dc-bbfa-9e3084804c51
- Nationale Bibliotheek van Tsjechië: jx20041217001
- LIBRIS: 206755
- Virtual International Authority File: 9703699
- WorldCat: E39PBJqBqpgffwbXKMxYtw8Bfq